# Fleuve La Hève
Pour l’article homonyme, voir La Hève (homonymie).
Le fleuve La Hève (en anglais : LaHave) est un cours d'eau qui coule dans la province maritime de la Nouvelle-Écosse dans le comté d'Annapolis et le comté de Lunenburg.

## Géographie
Le fleuve La Hève longe les villages de La Hève et de Riverport à son embouchure dans l'océan Atlantique. Son estuaire englobe plusieurs îles dénommées îles LaHave (LaHave Islands).

## Historique
Le fleuve La Hève doit son nom au cap de la Hève au nord du Havre, en Normandie, qui marquait le départ des navires français pour l'Amérique au XVIIe siècle.
Isaac de Razilly, nommé vice-roi de la Nouvelle-France, y débarqua en 1632 et y installa le fort Sainte-Marie-de-Grâce, où il mourut trois ans plus tard.
Après la déportation des Acadiens lors du Grand dérangement au milieu du XVIIIe siècle, le nom fut anglicisé en LaHave.